# Takuya Jinno
Takuya Jinno (Prefectura de Saitama, 1 de juny de 1970) és un futbolista japonès.

## Selecció japonesa
Va formar part de l'equip olímpic japonès a la Copa d'Àsia de 1992.